# ACS Chemical Biology
ACS Chemical Biology (abrégé en ACS Chem. Biol.) est une revue scientifique à comité de lecture mensuelle qui publie des articles dans le domaine de la biochimie.
D'après le Journal Citation Reports, le facteur d'impact de ce journal était de 5,698 en 2010. L'actuelle directrice de publication est Laura L. Kiessling (université du Wisconsin-Madison, États-Unis).